# Union Tank

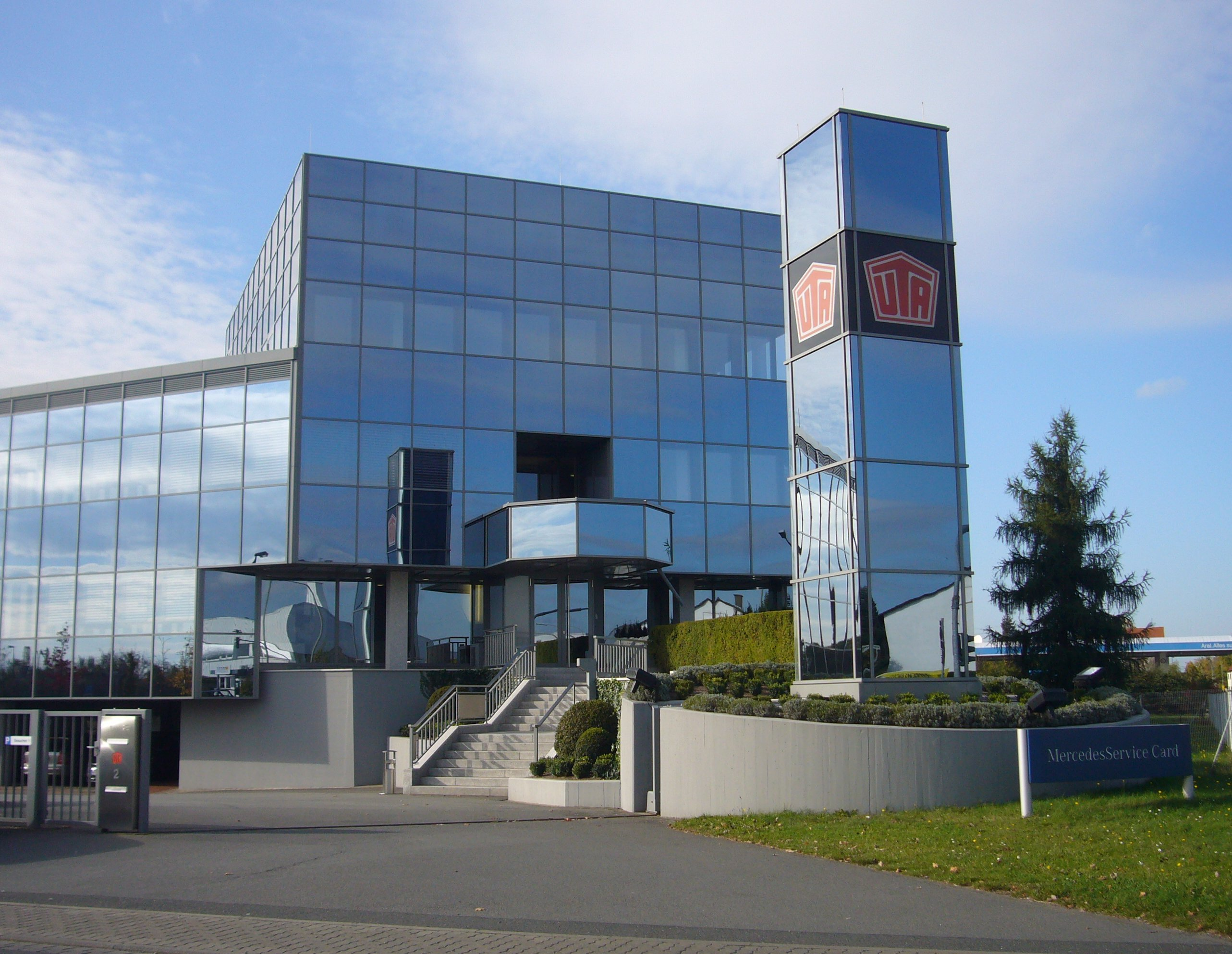
Centrala UTA w Kleinostheim

Union Tank Eckstein GmbH & Co. KG (skrót: UTA) – emitent UTA Full Service Card, a tym samym systemu kart serwisowych dostarczającym towary i usługi dla transportu profesjonalnego – flot pojazdów ciężarowych. Przedsiębiorstwo posiada ponad 48 000 punktów akceptacji w 39 krajach europejskich. Siedziba przedsiębiorstwa znajduje się w Kleinostheim w Dolnej Frankonii, Bawarii, w Niemczech.
Union Tank Eckstein jest w 51% w rękach rodzin (firmy rodzinnej Eckstein, prowadzonej przez rodzinę Eckstein i Hermes Oil GmbH, prowadzonej przez rodzinę van Dedem), pozostali akcjonariusze to grupa Edenred (poprzednio udziały należały do BP Europa SE) (34%) i Daimler AG (15%).
Firma używa marki UTA, pod którą spółka jest ogólnie znana.

## Historia
Przedsiębiorstwo zostało założone w Aschaffenburgu przez Heinricha Ecksteina († 1992), 11 października 1963. Zaczęło się od dostaw głównie dla samochodów z silnikiem wysokoprężnym. W 1982 roku siedziba została przeniesiona z Aschaffenburga do Kleinostheim. W ramach rozwijającego się rynku, a tym samym zwiększenia liczby pracowników, w 1995 roku centrala została po raz pierwszy rozbudowana. W 2012 roku została zakończona kolejna rozbudowa.
Od 1992 roku UTA posiada przedstawicielstwo w Polsce. Jest nim firma TIMEX S.A. z siedzibą w Warszawie. Od 1998 roku na rynku polskim działa również spółka UTA Polska.

## Produkty
Union Tank Eckstein stanowi system kart paliwowych i usługowych dla sektora komercyjnego. Służy on zaopatrywaniu flot pojazdów ciężarowych. Dotyczy to przede wszystkim bezgotówkowego tankowania na ponad 34 tys. stacji wielu sieci w 37 krajach Europy, zakupu smarów i akcesoriów samochodowych, rozliczenia opłat drogowych w 22 krajach europejskich i innych usług dotyczących pojazdów, takich jak naprawy, serwis oponowy, usług wynajmu, usług holowniczych, profesjonalnego mycia i czyszczenia itp.

## Marka
UTA jest zarejestrowana jako nazwa marki i logo UNION TANK Eckstein GmbH & Co KG w niemal wszystkich krajach europejskich.
Marka UTA była początkowo nazywana Union Tank Aschaffenburg, ponieważ firma powstała w Aschaffenburgu i jest synonimem systemu kart serwisowych UTA dla wszystkich serwisów i usług oferowanych przez UNION TANK Eckstein GmbH & Co KG.